# Auf Weiß II
Auf Weiß II (französisch Sur blanc II) ist ein Gemälde von Wassily Kandinsky aus dem Jahr 1923. Es entstand zu der Zeit, als der Künstler Lehrer am staatlichen Weimarer Bauhaus war. Seit 1976 gehört es als Geschenk von Nina Kandinsky zur Sammlung des Musée National d’Art Moderne im Centre Georges-Pompidou in Paris und trägt dort die Inventar-Nummer AM 1976-855.

## Beschreibung und Interpretation
Die Komposition des Bildes besteht hauptsächlich aus Diagonalen. Geometrische Formen, wie Linien, Kreise, Halbkreise, Dreiecke, Vierecke, Schachbrettmuster und im Mittelpunkt der sich kreuzenden Figuren eine schwarze Fläche, sowie ein größeres bräunlich graues Trapez, erinnern an Kasimir Malewitsch und dessen russischen Suprematismus seit 1915, den Kandinsky verstand und schätzte. Der weiße Grund des Gemäldes erzeugt den Eindruck, dass die geometrischen Formen und die durch sie gebildeten Hauptachsen mit den Emblemen des Suprematismus im Mittelpunkt des Bildes frei in einem endlosen Raum schweben und dadurch schwerelos wirken. Das Trapez hat Kandinsky öfter in jener Zeit in seine Bilder integriert. Kandinsky verwandte vorwiegend die Primärfarben, die aber durch Überlagerungen auch andere Farbtöne erzeugen. Das Motiv der langgestreckten angespitzten lanzenartigen Elemente in Andreaskreuzform taucht bei ihm mehrfach auf und weist auf den heiligen Drachentöter Georg hin. Dieses Motiv hatte er mehrmals seit den 1910er Jahren gemalt und es immer weiter abstrahiert.
Das Gemälde hing zunächst im Esszimmer der Wohnung von Wassily und Nina Kandinsky in der Dessauer Bauhaus-Meisterhaussiedlung. Kandinsky fertigte am 22. Dezember 1922 eine Vorstudie in Aquarelltechnik und Chinatinte auf Papier im Format 45,4 × 40,4 cm an (Centre Pompidou, AM 1976-1324), die zwar kleiner, aber in der endgültigen Ausführung identische Formen aufweist. Das Gemälde stellte Kandinsky dann von Februar bis April 1923 fertig. Die nahezu quadratische Leinwand ist die Überarbeitung eines älteren Bildes von 1920, ebenfalls mit diagonaler Komposition. Bereits 1910 malte er Linien und Farben, die scheinbar ein Gewirr bilden, aber immer noch die Lanze des heiligen Georg und Elemente der Figur erkennen lassen. Die Diagonalen stehen in einer Spannung zueinander, denn Kandinsky sah seine Arbeit als Kampf gegen das zunächst „widerspenstige Wesen“ der Leinwand, die der Pinsel „wie ein europäischer Kolonist die wilde Jungfer Natur erobert“. In diesem Bild sieht die Kunsthistorikerin Vanessa Morisset einen Strudel von zentripetalen Kräften, die von seiner Oberfläche ausgehen. Das Weiß als Klarheit und Einfachheit aufgefasst, erzeugt das Gefühl, als ob Kandinskys „Kampf mit der Leinwand“ in dieser Verwirklichung seiner Wünsche geendet hätte.
Nach Ansicht der Kunsthistorikerin und Kuratorin am Pariser Centre Pompidou, Macha Daniel, wird das Zentrum des Bildes von einer massigen Form beherrscht, die die Schwerkraft ignoriert. Ursprünglich in Kandinskys Werken bis 1920 noch vorhandene landschaftliche Elemente, wie Nadelbäume und Felsspitzen, ersetzt er hier durch Dreiecke und scharfe Zacken.

## Rezeption und Ausstellung
Das Kunstwerk „Scheuer Machine“ von Dick Raaijmakers aus dem Jahr 1985 wurde durch das Gemälde von Kandinsky beeinflusst.
- 15. Juli bis 18. September 1955: documenta 1 Kunst des XX. Jahrhunderts. im Museum Fridericianum in Kassel (Documenta 1955, Nr. 249).[9]
- 09. August bis 23. September 1984: Wassily Kandinsky. Russische Zeit und Bauhausjahre 1915–1933. Bauhaus-Archiv, Berlin.[10]
- 18. Juni bis 20. August 1989: Wassily Kandinsky. Die erste sowjetische Retrospektive. Schirn Kunsthalle Frankfurt (Katalog Nr. 137 und S. 268).
- 02. April bis 27. Juni 1999: Kandinsky. Hauptwerke aus dem Centre Georges Pompidou Paris. Kunsthalle Tübingen (katalog Nr. 74, S. 93 und 123).

## Werkverzeichnis
- Hans Konrad Röthel, Jean K. Benjamin: Kandinsky. Werkverzeichnis der Ölgemälde. Band 2: 1916–1944. (dort die Nr. 694). Beck, München 1984, ISBN 3-406-08892-9, S. 634.